# O Fim e os Meios
O Fim e os Meios é um filme de drama brasileiro de 2015 dirigido e escrito por Murilo Salles. Estrelado por Pedro Brício e Cintia Rosa, o filme aborda o mundo da política brasileira por meio da história de vida de um casal composto por um publicitário e uma jornalista. Conta ainda com as atuações de Emiliano Queiroz, Hermila Guedes, Elisa Lucinda e Marco Ricca no elenco.
O filme foi lançado nos cinemas do Brasil em 3 de dezembro de 2015 pela Nossa Distribuidora. Foi recebido com críticas mornas por parte dos críticos especializados, sendo considerado um filme com diálogos ensaiados sustentado pelo desenvolvimento inesperado dos personagens, no entanto, com um desfecho decepcionante. O filme não obteve sucesso comercial, sendo visto por pouco menos de 600 espectadores, gerando uma receita de R$ 7.270,93.

## Enredo
Paulo (Pedro Brício), um carioca no campo da publicidade, decide mudar-se para Brasília após ser convidado para gerir a imagem pública de um senador que almeja a reeleição. Acompanhado por sua esposa, Cris (Cintia Rosa), uma jornalista, ambos têm uma filha pequena fruto de uma gravidez indesejada. Contudo, o relacionamento deles não é guiado pelo amor; eles permanecem juntos apenas por causa da menina.
Com a ameaça da campanha política por uma jovem rival, membro do partido de esquerda, que gradualmente ganha popularidade, Paulo se encontra sob crescente pressão. Ele é instigado a tomar medidas indesejadas que não só afetam sua carreira, mas também repercutem profundamente em sua vida pessoal.

## Elenco
- Pedro Brício como Paulo Henrique Martins[4]
- Cintia Rosa como Cristina "Cris" Martins
- Marco Ricca como Hugo[5]
- Hermila Guedes como Laura
- Emiliano Queiroz como Senador Reginaldo Motta
- Elisa Lucinda como mãe de Cris

## Produção

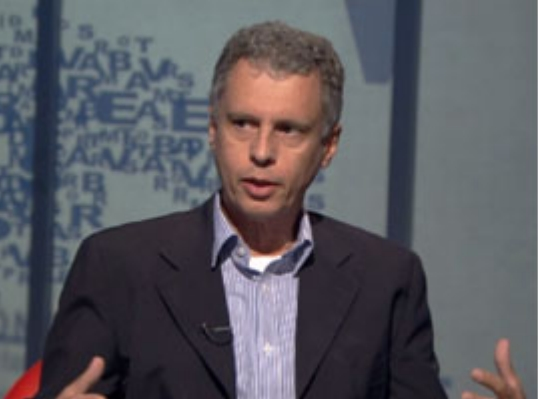
O colunista Fernando Molica (foto) auxiliou Salles na elaboração do roteiro.

O Fim e os Meios é um filme cuja criação foi motivada pelo desejo de Murilo Salles de explorar a temática da corrupção presente na natureza humana. O cineasta enfoca a personagem central, Cris (interpretada por Cintia Rosa), uma jornalista que, diante das adversidades da vida, toma decisões movidas pelo coração. Interessante notar que o nome da protagonista foi inspirado por Christina Nascimento, uma ex-repórter do DIA pela qual Murilo nutre grande admiração.
O filme ganha contornos ainda mais interessantes quando se descobre que o próprio Murilo Salles contou com o auxílio do renomado colunista, Fernando Molica, para construir o roteiro. A contribuição de Molica acrescentou um toque especial à narrativa e enriqueceu a história de O Fim e os Meios, resultando em uma produção cinematográfica envolvente e reflexiva sobre os desafios morais que permeiam a vida cotidiana.
O Fim e os Meios foi filmado em três locais estratégicos e influentes no cenário político do Brasil: Brasília, Rio de Janeiro e Alagoas. Em Alagoas, diversos cenários foram utilizados para a produção, como o sítio Carababa, localizado em Ipioca, além dos bairros Pontal da Barra e Farol, na cidade de Maceió, e a pitoresca cidade de Maragogi. Durante o processo de filmagem, a equipe contou com a colaboração de atores e técnicos locais, que trabalharam em conjunto com a equipe nacional, unindo esforços durante um período de oito dias para a realização deste projeto cinematográfico.

## Lançamento
O filme teve seu lançamento comercial no Brasil em 3 de dezembro de 2015. Antes da estreia oficial, passou por mostras competitivas de importantes festivais de cinema, incluindo o Festival de Gramado, Festival do Rio e Mostra Internacional de Cinema de São Paulo.

## Recepção

### Bilheteria
Segundo dados da Agência Nacional do Cinema (Ancine), em seu lançamento comercial, o filme foi distribuído em 17 salas de cinema pela empresa Nossa Distribuidora. Ao todo, registrou um público de 590 espectadores, o que gerou uma receita de R$ 7.270,93. O filme ocupa a 101ª posição no ranking de bilheteria entre os filmes brasileiros lançados no ano de 2015.

### Prêmios e indicações
O Fim e os Meios recebeu o Troféu Redentor de melhor roteiro durante o Festival do Rio, em 2014.